# Нигерия на летних Олимпийских играх 1996
Нигерия принимал участие в Летних Олимпийских играх 1996 года в Атланте (США) в одиннадцатый раз за свою историю, и завоевали три бронзовые, две золотые и одну серебряную медали.

## Медалисты
| Медаль  | Спортсмен                                                 | Вид спорта      | Дисциплина                |
| ------- | --------------------------------------------------------- | --------------- | ------------------------- |
| Золото  | Чиома Ажунва                                              | Лёгкая атлетика | Женщины, прыжки в длину   |
| Золото  | Команда                                                   | Футбол          | Мужчины                   |
| Серебро | Олабиси Афолаби Фатима Юсуф Чарити Опара Фалилат Огункойя | Лёгкая атлетика | Женщины, эстафета 4×400 м |
| Бронза  | Фалилат Огункойя                                          | Лёгкая атлетика | Женщины, 400 м            |
| Бронза  | Мэри Оньяли                                               | Лёгкая атлетика | Женщины, 200 м            |
| Бронза  | Дункан Докивари                                           | Бокс            | Мужчины, свыше 91 кг      |